# Thomas Sigl
Thomas (Tom) Sigl (* 23. April 1903 in Offenbach am Main; † Datum und Ort unbekannt) war ein deutscher Künstler, der hauptsächlich in der Bildhauerei tätig war.

## Leben und Wirken
Thomas Sigl wechselte in jungen Jahren vom Handwerk zur Kunst. Er begann als Schüler von Richard Scheibe an der Staatlichen Hochschule für Bildhauerei in Frankfurt a. M. (Frankfurter Städel) und wurde freischaffender Künstler mit eigenem Atelier. Dort war er seit ca. 1928 hauptsächlich als Bildhauer tätig, hat aber auch Wandteppiche gestaltet. Zu seinen Arbeiten zählten unter anderem Freistatuen, Porträts, Tierplastiken, Reliefs sowie (Putz-)Fresken. Gearbeitet hat er mit den unterschiedlichsten Materialien wie beispielsweise Gips, Holz, Terrastuk und Metall (Bronze).
Zu sehen waren seine Werke in den 1930ern und 40ern auf lokalen Ausstellungen in Landes- und Heimatmuseen in Offenbach und Umgebung, insbesondere aber auch auf damals landesweit bekannten Ausstellungen: U. a. im Haus der deutschen Kunst in München („große deutsche Kunstausstellung“ 1938, 1941 und 1942) und in der Gauausstellung in Frankfurt am Main (1940).
Sigl war ebenso an der Offenbacher Farbenorgel (eingebaut im September 1941) im Capitol in Offenbach a. M. beteiligt, wo er den Prospekt gestaltete.